# 布爾季奇夫
50°6′49″N 27°47′48″E / 50.11361°N 27.79667°E
布爾季奇夫（烏克蘭語：Булдичів），是烏克蘭北部的村莊，隸屬日托米爾州的日托米爾區。該村始建於1585年，面積129.4平方公里，海拔高度253米，2001年人口390。